# Pico
Pico és un municipi italià de la regió del Laci. Situat dins el territori del massís dels Monts Auruncs.

## Geografia
El territori municipal de Pico es troba en una franja altimètrica que va dels 100 msnm als 800 msnm i presenta una gran varietat de paisatges.
A grans trets, començant pel nord i seguint el sentit horari, el territori és una plana que tot seguit esdevé un conjunt de turons, cap al sud-est el Mont Pota té 640 metres d'altitud, però a la part més meridional arriba als 720 m. del Mont Sordo i el relleu descendeix als 662 m. del pujol Mucoreglia, continuant amb un conjunt de cims més baixos, sobretot a la banda occidental on s'arriba als 468 m. del turó Tompara, als 450 m. del Vaparotta i als 375 m. del Calcareale.
Tot el territori de Pico està travessat per diversos torrents, que circulen per les valls creades entre un turó i altre, el més important és el fossat anomenat Forma di Sant'Oliva.
L'espai natural d'aquest municipi i el de quatre municipis veïns forma part del Parc Natural dels Auruncs i és una àrea protegida per l'estat italià.
Pico, es troba al mig d'un eix de comunicacions per on passa la carretera nacional 82 que partint d'Avezzano passant per Pico i per Itri s'uneix a l'antiga via Àpia passant per Formia fins a arribar a la mar Tirrena.
Pico limita amb els municipis de Campodimele, Lenola, Pastena, Pontecorvo i San Giovanni Incarico.

## Economia
tradicionalment i encara en l'actualitat les activitats principals han estat la ramaderia i l'agricultura, però a nivell de petits propietaris que destinen els productes que obtenen a l'autoconsum. A més, Pico forma part del districte industrial de la Valle del Liris, especialitzat en el sector tèxtil.

## Història
Hi ha poques dades sobre la història d'aquest municipi. Sobre el seu nom s'ha dit que podria procedir de Picus un personatge de la mitologia romana.
A l'indret conegut amb el nom de Casella Vecchia s'han trobat indicis del que devia ser una antiga taverna romana i també hi ha un lloc anomenat il Salarulo que devia ser un mercat de sal.
A l'edat mitjana es va construir una torre defensiva feta construir pel senyor d'Aquino el 1049. La torre va passar per diferents propietaris i es va ampliar fins a ser conegut pel nom de Castell Farnese. També hi va haver en aquesta època un monstir dedicat a sant Nicolau, del qual avui dia no queda res.
El 1927, a causa de la reordenació territorial de les circumscripcions provincials, es va establir pel decret nº 1 del 2 de gener del 1927, que per voluntat del govern feixista, quedava instituïda la província de Frosinone i així Pico va passar de formar part de la província de Terra di Lavoro a la nova anomenada Frosinone.
Durant la Segona Guerra Mundial, Pico formava part de la frontera defensiva dels alemanys, la línia Gustav (1943), per tant va haver de patir molt de prop l'atac entre els dos bàndols: l'aliat i el dels nazis. El govern italià va concedir la medalla al mèrit civil als ciutadans de Pico per haver suportat amb valentia aquesta desgràcia.

## Ciutats agermanades
- Giengen an der Brenz (Alemanya)

## Demografia
Les dades demogràfiques a partir dels estudis de cens elaborats des del 1861 mostren un període de creixement continu fins al 1921, després un període de lleu pèrdua de població i estabilització fins a l'any 1950 en què el municipi ha entrat en una clara tendència a la disminució.

## Esdeveniments culturals
- La fira del vi, la segona setmana d'agost.
- El rally de Pico, una competició d'automòbils que es fa la primera setmana de setembre.